# Arve Seland
Leif Arve Seland (Arendal, 12 dicembre 1963) è un ex calciatore norvegese, di ruolo attaccante.

## Carriera

### Giocatore

#### Club
Seland giocò nello Start in due periodi distinti, prima dal 1984 al 1986 e poi dal 1989 al 1990. Fu capocannoniere del campionato 1986. Nel 1987, giocò nel Mulhouse.

#### Nazionale
Partecipò alla XXIII Olimpiade con la sua Nazionale. Totalizzò anche 12 apparizioni per la rappresentativa maggiore, debuttando il 29 luglio 1984: fu infatti titolare nel pareggio a reti inviolate contro il Cile. Il 20 dicembre dello stesso anno, segnò l'unica rete per la Norvegia: fu lui a decidere l'incontro con l'Egitto, firmando la marcatura del definitivo 1-0.

### Allenatore
Nel 2010, fu allenatore dello Jerv.